# Mall GmbH
Die Mall GmbH aus Donaueschingen produziert und vertreibt Systeme für den Umwelt- und Klimaschutz.

## Unternehmen
Der Hersteller von Betonfertigteilen hat seinen Ursprung in der im Jahre 1887 von dem Ingenieur Anton Mall gegründeten Cementwarenfabrik Mall. Im Jahr 1902 gehörte das Unternehmen bereits zu einem der größten Arbeitgeber in Donaueschingen und beschäftige 60 Mitarbeiter. Das Unternehmen wurde dann von den Enkeln des Firmengründers, Roland (1914 – 1993) und Hans-Georg Mall, im Jahr 1952 in das Betonwerk Mall & Co. in Pfohren umgewandelt. 1980 erfolgte die Gründung der Mall Beton GmbH, welche dann mit der Mall Neutra GmbH im Jahr 2001 in die Mall GmbH überführt wurde. Das ursprüngliche Betonwerk spezialisierte sich auf Kläranlagen und schließlich auf Umweltsysteme. Seit dem Jahr 2000 hat sich der Umsatz des Unternehmens von 30 auf 90 Millionen Euro verdreifacht.
1960 begann die Spezialisierung auf Umwelttechnikprodukte. Mall produziert heute Anlagen für die Regenwasserbewirtschaftung und Abwasserreinigung und ist im Bereich der Erneuerbaren Energien aktiv. Im Bereich der Entwässerungstechnik und in der Abscheidetechnik gehört das Unternehmen zu einem der Marktführer in Europa.
Am Standort Donaueschingen unterhält Mall ein Prüf- und Entwicklungszentrum für Abscheider, vorwiegend Leichtflüssigkeitsabscheider, Regenwasser- und Kläranlagen; auch verlegte das Unternehmen ein Handbuch für Abwasserkonzepte.
2007 übernahm Mall vom Unternehmen Buderus Guss den Bereich Service und After Sales der Abscheidetechnik. 2009 wurde der Geschäftsbereich Neue Energien gegründet. Er bündelt alle Lagersysteme für Holzpellets und Hackschnitzel im Außenbereich sowie die Entwässerung von Silageflächen.
Die Geschäftsanteile des Unternehmens wurden im Jahr 2014 auf die Roland-Mall-Familienstiftung übertragen.

## Unternehmensdaten
Mall betreibt neun Produktionsstätten, davon sechs in Deutschland, zwei in Österreich und eine weitere in Ungarn. Diese befinden sich u. a. in Donaueschingen-Pfohren, Ettlingen-Oberweier, Coswig (Anhalt), Haslach im Kinzigtal, Nottuln, Asten in der Nähe von Linz, St. Valentin und Szentendre in der Nähe von Budapest. In Deutschland verfügt das Unternehmen über 25 Vertriebsniederlassungen und über 21 weitere Vertriebsbüros im europäischen Ausland. Insgesamt beschäftigt Mall 500 Mitarbeiter, davon 460 in Deutschland und 40 in Österreich.